# Schwelm (Adelsgeschlecht)

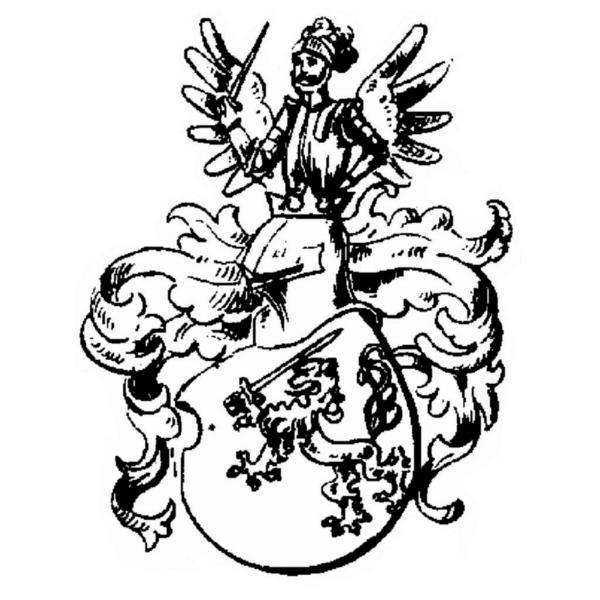
Wappen derer von und zu Schwelm

Schwelm ist der Name eines ehemaligen westfälischen Rittergeschlechts aus der Grafschaft Mark, das bis 1592 in gleichnamiger Stadt angesessen war. Sie teilten sich 1458 in die Schwelmer und die Kölner Linie.

Joh. Died. von Stein: Aus der Graffschatt Mark

## Geschichte
Etwa in der ersten Hälfte des 10. Jahrhunderts wird das Geschlecht Schwelm (Swelm auch Swelhem später Schwelhem) erstmals erwähnt, als die dem Swelmer Fronhof unterstellten Bauern Salaco und Werinheri der Abtei Werden im Bereich des Schwelmer Fronhofes (in uilla Suelmiu) im Auftrage des Herren zu Swelm einen Hörigen übergaben. Die älteste Urkunde des Kölner Erzbischofs Sigewin über die Swelmer Kirche stammt aus dem Jahre 1085: „...haben wir befohlen, das Stift der heiligen Maria, das von unserem Herrn und Vorgänger, dem Erzbischof Anno seligen Gedenkens, gegründet und geweiht, aber wegen begangener Sünde durch Brand in Asche gelegt worden, wieder aufzubauen und durch eine erneute Weihe unter der besonderen göttlichen Gnade dem Lobe des Herrn zu heiligen.“ Die örtlichen Kleinadeligen im 13. und 14. Jahrhundert nannten sich Ritter von und zu Swelm (Schwelm). Erwähnung des Hofes auch 1310 durch Rutger von Wickrath, Kanoniker des Victor-Stifts in Xanten, gibt den Hof „zeym Lo“ (Haupthof) im Kirchspiel Schwelm dem Ritter Gottschalk „gen. Moyre in Leibzucht“. In dem Jahre 1392 fiel für jene, „für die Geschichte der Herren von Schwelm, die so wichtige Tatsache“, dass der Hof zu Schwelm von Seiten des Erzbischofs von Köln an den Grafen von der Mark verpfändet wurde. Eine Einlösung des Pfandes fand nie statt und so verblieb seit jener Zeit Schwelm unter der Herrschaft der Grafen von der Mark, die bald darauf auch in den Besitz der Grafschaft Kleve gelangten. Deren Nachkommen vereinigten in späteren Jahren (1521) die beiden Landesgebiete mit Berg, Jülich und Ravensberg.
Johann von Schwelm (* 1441; † 1498) ließ im 15. Jahrhundert mit seiner Frau Mechtild einen Kelch für St. Johann Baptist anfertigen und in den Kelchfuß die Stifternamen mit einer Bitte um ein Gebet gravieren: bit vor johann von swelm und hilken sin hus frov und eir kinder. Dieser gilt heute als weiterer urkundliche Nachweis der adligen Abstammung des Geschlechts zu Schwelm.

Joh. Died. von Stein: Aus der Graffschatt Mark

Sein Bruder Gottschalk von Schwelm (* 1439) gelangte in seiner Pfarrei St.Jakobskirchspiel zu höchsten Ämtern, gegen Ende seines Lebens durch Wahl zum Kirchmeister, dem höchsten von einem Laien zu verwaltetem Kirchenamt. Zuvor war er Achtermann der Pfarrei, einem Gremium von acht Männern, die für die wirtschaftlichen und finanziellen Belange der Kirche zuständig waren. Gottschalk war auch Großvater von Hermann von Weinsberg, dem bedeutendsten deutschen Chronisten des 16. Jahrhunderts. Die Viten von Gottschalk und Sohn Christian (* 1489) von Schwelm sind zudem teilweise berücksichtigt von Gerd Helbeck: „In oppido Swelme“. Nachdem Großvater Gottschalk, aus ländlichem Milieu stammend, 1458 nach Köln eingewandert war, erwarb er 1491 das der Familie fortan den Namen gebende Haus Weinsberg als Stammsitz der Familie am Waidmarkt. Am Ende seines Lebens wurde Gottschalk († 1502) noch dreimal (1494, 1497, 1500) in den Rat der Stadt gewählt.

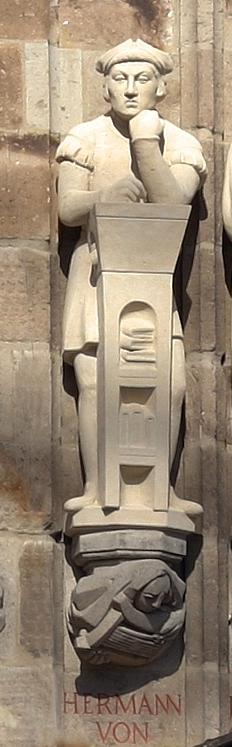
Figur des Hermann

Sein Sohn Christian von Schwelm († 1549) stabilisierte die wirtschaftliche und gesellschaftliche Position der Familie. Christian war zu Weihnachten 1517, kurz vor Hermanns Geburt, erstmals Ratsherr seiner Gaffel geworden; 1543 wurde auch Hermann zunächst Geselle im Schwarzhaus und dann schon zu Johanni zu dessen Ratsmitglied gewählt. Hermanns Vater vereinigte nunmehriges Wohnhaus mit der westfälischen Herkunft zu dem Familiennamen „Weinsberch van Swelhem“ während sich der Titel seines Onkels Johann im Heimatsorte zu „Ritter von Swelhem zu Schwelm“ gewandelt hatte.

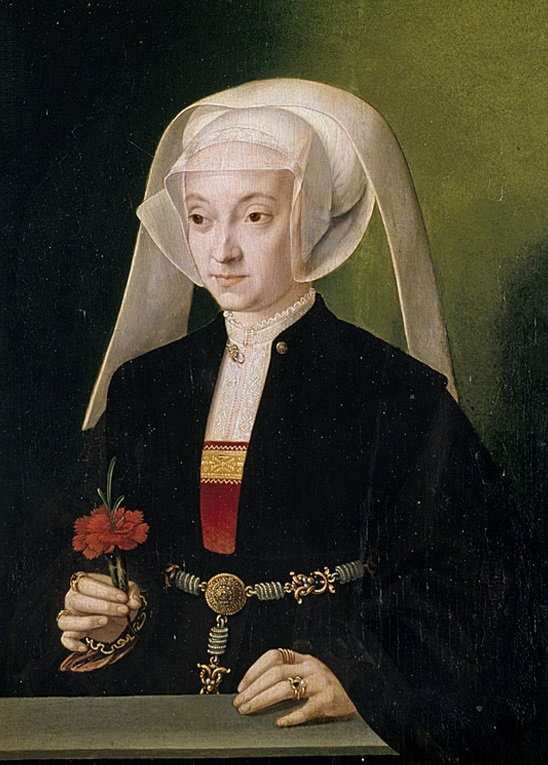
Sophia geb. Korth *1498 †1573

Hermann von Schwelm (* 1518) Alias von Weinsberg († 1597) wurde 1549 an Stelle seines verstorbenen Vaters Burggraf, d. i. Kastellan unter dem Rathhause, musste aber als städtischer Beamter sein Rathsherren-Amt niederlegen. Um wieder Weinhandel treiben zu können, gab er später das Burggrafen-Amt auf. Im Jahre 1564 wählte ihn seine Gaffel zum Bannerherrn und 1565 anstatt seines verstorbenen Bruders Christian (* 1529 † 1564) wieder zum Rathsherrn. In seiner Pfarrei St.Jakob war er wie schon sein Großvater Kirchmeister. Gegen Ende seines Lebens bekleidete er auch das Amt eines Rathsrichters. 

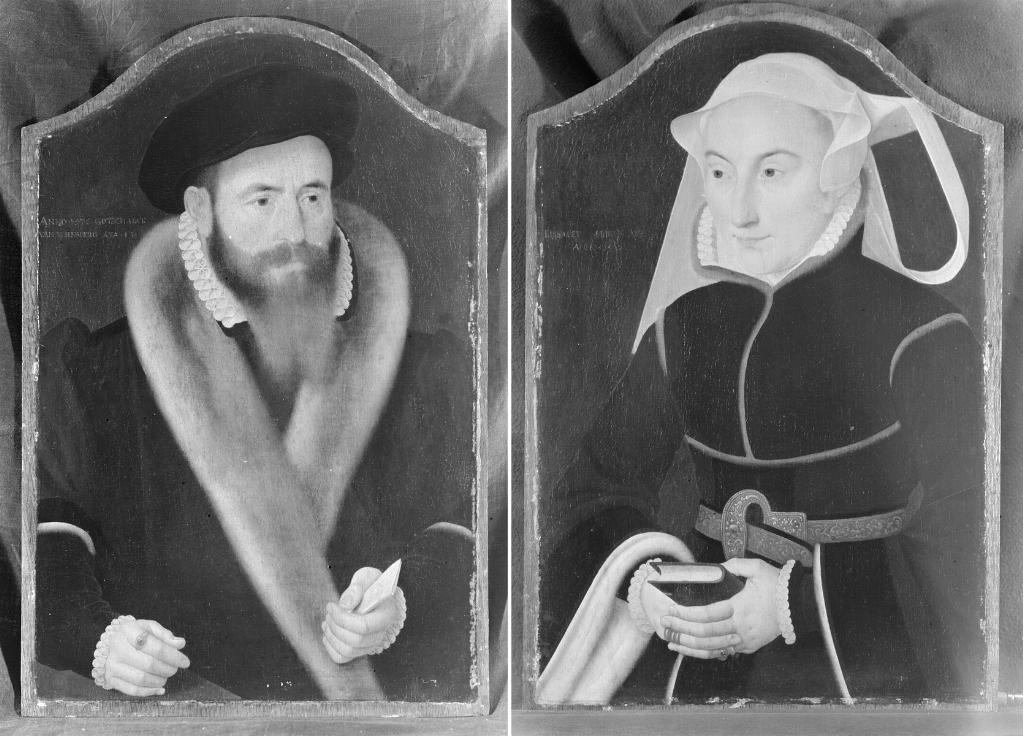
Gottschalk II. *1532 † 1597 & Elisabeth geb. Horn

 Zeit seines Lebens versuchte er sein Talent als Geschichtsschreiber in gesellschaftliche Anerkennung auszumünzen. Wie vielleicht kein zweiter durchschaute er, wie die Geschichts-wahrnehmung seiner Zeitgenossen funktionierte. Hermann hatte mit seinem Status und seinen Bemühungen zur Fortsetzung des familiären Aufstiegs, seine Familie ins Unglück gestürzt. Der von ihm fingierten, historischen Tradition des „Herkommens“ entbehrte die Grundlage, da sie nicht der gesellschaftlichen Position des Sprechers und dem damaligen Wahrnehmungshorizont seiner Umgebung entsprach. Sein Versuch, die Familiengeschichtsschreibung direkt als Medium des sozialen Aufstiegs einzusetzen musste scheitern, weil er trotz aller Verschleierungen seiner Manipulationen die Wechselwirkung von gesellschaftlicher Position und Glaubwürdigkeit durchbrach. Vor allem musste seine prätentiöse erbrechtliche Konstruktion, am Widerstand der eigenen Familie in den Zusammenbruch führen. Für die Instrumentalisierung der Vergangenheit als Mittel zu Statusbildung und Statuslegitimation markiert Hermann so einen exemplarischen Fall des Scheiterns.
Der Kölner Zweig der Familie wurde im Kölner Rat immer als Ratsherren von Swelhem geführt. In den Ratsprotokollen findet sich meistens die alte Schreibweise; von Swelm daneben tritt aber auch schon der neue Familienname Weinsberch van Swelhem auf. Erst Hermann ließ seine Verwandtschaft im westfälischen Heimatsorte ganz fallen und nannte sich nur Weinsberg. Die Schreibung Hermann von Weinsberch findet sich nur in seinen eigenen Schriften.

Stammtafel des Familie

Nach dem Tode des Stammvaters Frowin von Schwelm (* 1417; † 1488) übernahm der zweitgeborene Johann das erbliche Lehen zu Schwelm, nachdem der Schwelmer Fronhof Mitte des 15. Jahrhunderts in der Soester Fehde endgültig in den Besitz des Grafen von der Mark übergegangen war. „Unnd wiewohl die von Schwelhem gebedensievon schattung und diensten to befryen, (vom Eid zum Erzbischof von Köln) so soll idt doch hinforder damit gehalden werden wannehr Unß durch gemeine Ritterschaft und Stede Unser Lande Cleve und Marck ein Reichß oder Landstüpr bewilligt wird,“

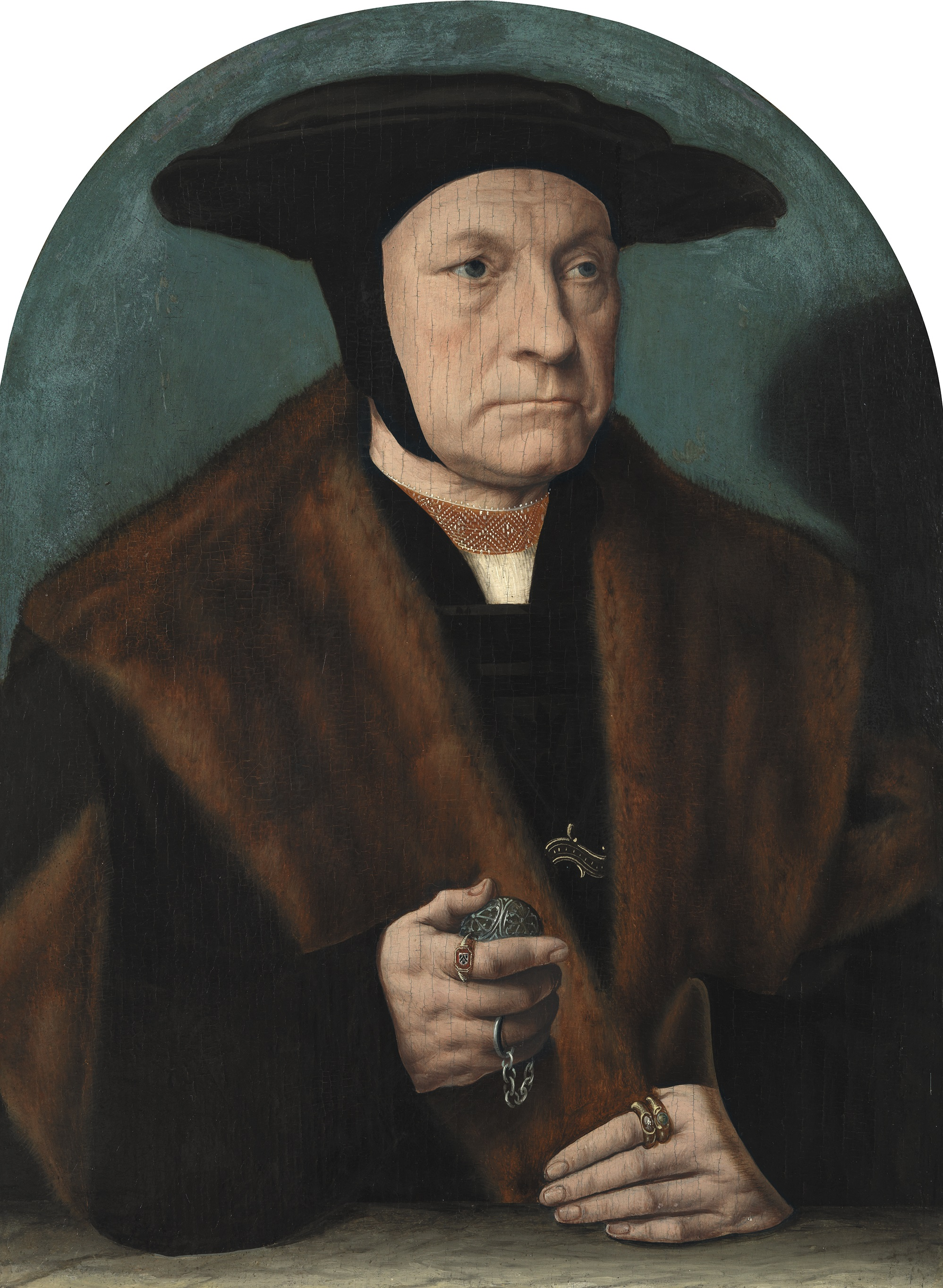
Christian II. *1529 †1564

Der jüngste Sohn und Bruder Prior Johannes von Schwelm († 1510) wurde 1493 Abt des benediktischen doppel Klosters Schönau und leistete dem Trierer Kurfürsten und Erzbischof Johann II. am 5. Februar 1493 zu Koblenz bei seiner Bestätigung den Eid. Er erbaute die heutige Schönauer Kirche und ließ die Gebeine Elisabeths von Schönau aus ihrer alten Begräbnisstätte neben dem Altar der heiligen Jungfrauen im Chor der Klosterkirche in eine Seitenkapelle übertragen; 1631 wurde bei Plünderung durch die Schweden auch das Grab Elisabeths zerstört. Die Elisabethenkapelle wurde nach einem Brand im Jahre 1723 nicht wieder neu errichtet.

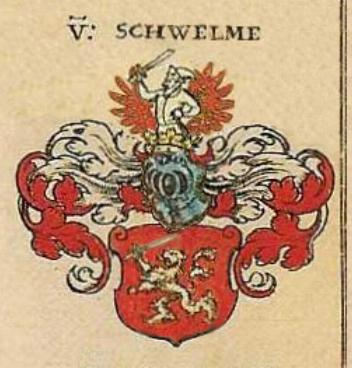
Siebmacher Wappen derer von und zu Schwelm

Als Schwelm am 24. November 1496 von Johann II., Herzog von Kleve und Graf von der Mark, urkundlich das Stadtrecht erhielt, bestand der Ort aus etwa 50 Häusern und 250 bis 400 Einwohnern. Fünf Jahre nach Verleihung der Stadtrechte führte Hochmut der ehemaligen Dörfler dazu, dass ihnen am 18. Juni 1501 Johann II. dieses Privileg wieder aberkannte, „ein Vorgang, dem in der Geschichte der deutschen Städte Seltenheitswert zukommt“, wie Wolfgang Fenner und Petra Gallmeister in einem Aufsatz schreiben, der im „Buch Schwelm“ nachzulesen ist. Es ging um einen Streit vermutlich um Geld und Privilegien, den die neuen Städter mit dem Grundherren führten. Fenner und Gallmeister liefern in dem Aufsatz die Erklärung: „Die Einwohner weigerten sich in Verkennung der eigenen Position, dem vorgeschlagenen Vergleich zuzustimmen und kündigten dem Ritter von und zu Schwelm den Gehorsam auf. Daraufhin strich der Landesherr Schwelm wieder aus der Liste der Städte.“ 89 Jahre später am 16. Juni 1590 erhielt Schwelm die Stadtrechte erneut und diesmal endgültig von Wilhelm V. verliehen, nachdem während des 16. Jahrhunderts die beiden Siedlungskerne am Fronhof und am Kirchplatz zusammengewachsen waren.
1592 ging der Fronhof an die Stadt über und das Rittergeschlecht derer zu Schwelm wanderte, im Dienste des letzten Herzogs Jülich-Kleve-Berg und Grafen von der Mark Johann Wilhelm († 1609) an den Niederrhein.
Dietrich von Schwelm zweitgeborener von fünf Söhnen des letzten Ritters Peter von Schwelhem zu Schwelm (* 1525; † 1605) und seiner Frau Sophia Meinerzhagen, erhielt die Bürgerrechte der Stadt Ratingen bei Düsseldorf im Jahre 1618 verliehen. „Anno 1618, den 5ten February, seindt durch burgermeister Anthon Pempelfurdt, zu burgeren ufgenohmen: Dietherich von Schwelhem mit burgeraide beladen und hat der statt zu geben versprochen 1 rtlr., einen ledderen emmer. Hatt der hern gepur verichtt.“ Seine Brüder Engel, Jasper, Thonis und Sergius hatten zusammen 23 Nachkommen. Über die Stammfolge des Sohnes Dietrich II. ist nichts bekannt.

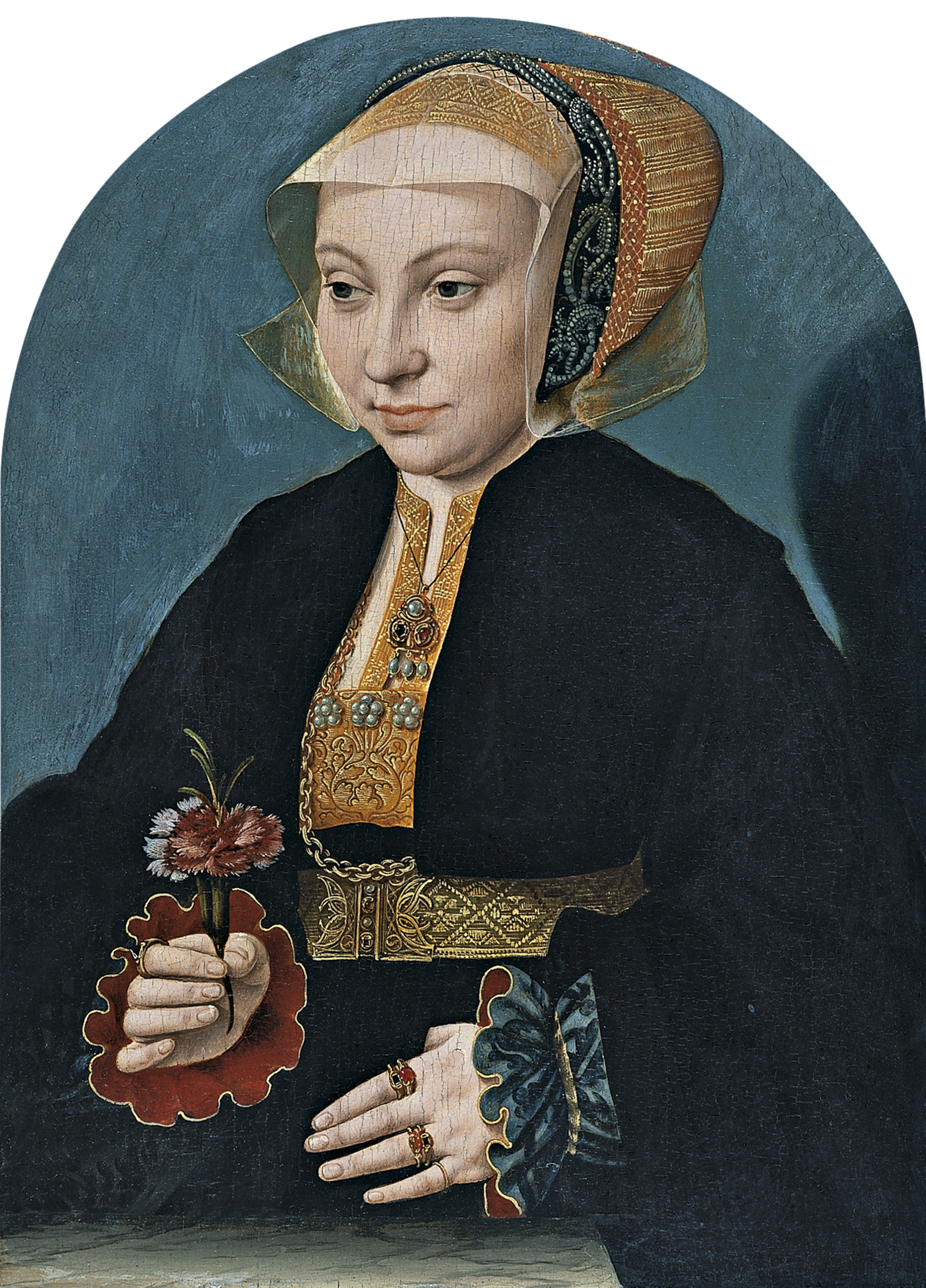
Feigin *1540 †1567

Gottschalk von Schwelm III. (* 1561) Neffe des Hermann und Sohn des Christian II. ist der Einzige aus dem Kölner Zweig, der den legitimen Stamm fortsetzte. Er heiratete am 3. November 1585 eine Cousine Margaretha von Schwelhem zu Schwelm und hatte 7 Kinder aus dieser Ehe, von denen das Testament des zweiten Sohnes Gottschalk IV. (* 1586) und Erbstreitigkeiten des fünften Sohnes Johann von Schwelhem (* 1592) in den Ratsprotokollen des Jahres 1621 bekannt sind. In dem Nachlaßband werden gelegentlich die weiteren Kinder Christian III., Peter und Agnes erwähnt. Der erstgeborene Benedict und die erste Tochter Sibilla verstarben früh.
Aus der Kölner Linie sind die Taufen der Kinder Gottschalks IV. & Sibilla geb. Maisgrün , 1.) Nikolaus *1630, 2.) Cecilia *1634, 3.) Thilmann *1636, 4./5.) Guilielm † & Christina *1638, 6.) Guilielm *1639. - Die des Christians III. *1587, 1.) Hans-Burkhard *1612 - und die des Johann *1592 & Elsgen geb. von Hochstein, 1.) Anna *1639, 2.) Eva-Margareta *1640, 3.) Peter *1641, und 4.) Johannes *1644, belegt.
Aus der Schwelmer Linie: 1.) Steffen *1616, Sohn des Engel. -  1.) Theodor *1620, 2.) Katarina *1630, Kinder des Johann *1597 & Margreta Voss. - 1.) Johannes *1633, Sohn des Wilhelm *1611. - 1.) Katarina-Karlotta *1642, 2.) Wolfgang-Wilhelm *1642, Kinder des Heinrich *1621. - 1.) Petrus *1642, Sohn des Thonis und seiner Frau Agnes - 1.) Dietrich *1645, Sohn des Dietrich-Jakob. - 1.) David *1641, 2.) Heinrich *1643, 3.) Klara *1645, 4.) Jan *1644, 5.) Elisabeth *1647, Kinder des Sergius. - 1.) Johan-Peter *1657, Sohn des Adolff und Enkel des Jasper - 1.) Nikolaus *1646, 2.) Ursula-Margaretha *1647, 3.) Hans-Wilhelm *1654, 4.) Anna *1659, Kinder des Johann & Margareth geb. von Geuelsberg und 1.) Anna-Maria *1664, Tochter des Jan *1644, nachweisbar.
Mit dem Vertrag von Xanten im Vorfeld des Dreißigjährigen Krieges verloren die von Schwelm ihre Privilegien. Nachfahren leben bis heute in Moers und Krefeld.
Ob eine Stammverwandtschaft aller heutigen Schwelm zu Peter († 1605 - Schwelm) oder Gottschalk III. († 1609 - Köln) von Schwelm besteht, ist nicht bestätigt.

## Wappen
Das Wappen zeigt den bergischen Löwen mit Schwert in weiß auf rotem Grund.

## Trivia
So geschah es, dass in das einförmige Leben auf dem Fronhofe derer zu Schwelm Ereignisse traten, die von reichsgeschichtlicher Bedeutung waren. Kardinal Theoderich, der Legat des Papstes, hielt in Fritzlar (Frideslar) mit zahlreichen Fürsten eine Versammlung ab, „zur Verhandlung dessen, was dem Reiche zur Ehre und zum Vorteil gereicht“, wie die Hildesheimer Annalen berichten. Da der Kaiser nicht erschien, berief Theoderich auf den letzten Tag des Jahres 1115 eine Fürstenversammlung nach Köln, wo der Kaiser mit dem päpstlichen Bannfluch belegt werden sollte. Theoderich machte auf dem Rückweg in Schwelm im Fronhof eine Ruhepause und erkrankte dort. Was dann geschah, berichtet eine alte Paderborner Chronik: „… aber diesem Kardinal kam der Tod zuvor auf der Reise, und er starb unter vielen Tränen derer, die ihn begleiteten, in Schwelm am letzten Tage des Jahres 1115. Seine Leiche wurde zur Bestattung nach Köln gebracht und dort in Anwesenheit von 14 Bischöfen, Herzog Lothars und anderer Fürsten begraben.“
Springen wir nun in das 13. Jahrhundert, in dem sich am 7. November 1225 folgendes zutrug: Auf dem Rückweg von Soest nach Köln geriet der Kirchenfürst Erzbischof Engelbert I. von Köln am späten Nachmittag in dem Hohlweg am „Fuß des Gevelsbergs“ in einen Hinterhalt und wird brutal erschlagen. Der Anführer dieses Anschlages ist ein Verwandter Engelberts, der Graf Friedrich von Isenberg. Spät in der Nacht holten dann einige von der Begleitmannschaft des Erzbischofs, die zum Zeitpunkt des Überfalls größtenteils bereits zur Vorbereitung des Nachtquartiers in Schwelm vorausgezogen war, den Leichnam ihres Herrn, den sie dann im Fronhof derer zu Schwelm aufbahrten, nachdem der Pfarrer der Gemeinde aus Angst vor Entweihung der neuen Kirche, die Engelbert weihen sollte, die Aufnahme des Leichnams verweigerte. Auch fürchtete er die Rache des Isenbergs. Am folgenden Morgen legte man den Leichnam feierlich auf einen Wagen und zog nach der 1160 erbauten Burg an der Wupper. Auch dort weigerte sich der Burgherr, Heinrich von Limburg, aus Furcht vor Engelberts Nachfolger, der ein erbitterter Feind Engelberts war, den Toten einzulassen. 
Am 6. September 1575 ließ Hermann von Hatzfeldt-Wildenburg-Werther, kurkölnischer Rat und Drost zu Balve, den Ritter Peter von Schwelhem zu Schwelm zu Gericht nach Balve laden; dort zuvor mehrere Frauen unter dem Vorwurf der Zauberei oder Hexerei in Haft gesessen hatten. Er sollte über ein Gespräche verhört werden, dass Peter von Schwelm mit der Frau des Thomas Klaucke (Kloucken) geführt habe. Die inhaftierte Clementine habe Peter aufgefordert, er solle seiner Gattin ausrichten, sie – Clementine – wisse, dass Peters Frau Sophia sie mit böser Nachrede verfolgt habe. Und er solle seiner Gattin mitteilen, dass auch sie mittlerweile denunziert worden sei. Eine Mitinhaftierte namens Cäcilia habe, als sie gemeinsam mit Clementine in Haft saß, ihr gegenüber Peters Frau als eine Schadenzauberin beschuldigt, die ein Gefäß (einen pott) mit Zaubermaterie besitze. Cäcilia habe diese Beschuldigung mithin auf den Tag ausgesprochen, als man sie aus dem Gefängnis, dem Turm, geführt (alß man Cecilien van dem toern dede), durch Richter und Schöffen verurteilt und wahrscheinlich auch als geständige Zauberin hingerichtet hatte. Im Sommer 1576 lebten Sophia und Clementine jedenfalls beide noch, sie hatten einen Anwalt an ihrer Seite, der einen Schriftsatz vor Gericht einreichte.